# Lewar (czasopismo)
Lewar – dwutygodnik, a następnie miesięcznik literacki ukazujący się w Warszawie w latach 1933–1936.
Pismo miało profil lewicowy (komunistyczny). Odwoływało się do wprowadzanego ówcześnie w Związku Radzieckim nurtu realizmu socjalistycznego. Czasopismo było wielokrotnie konfiskowane przez cenzurę.
W piśmie publikowali m.in. publicyści Jakub Dawid Hopensztand, Antonina Sokolicz, Jan Nepomucen Miller, poeci Edward Szymański, Stanisław Ryszard Dobrowolski, Włodzimierz Słobodnik, Stanisław Ciesielczuk, Leon Pasternak, Marian Czuchnowski, a w dziale prozy Jerzy Kornacki, Wanda Wasilewska i Leon Kruczkowski.